# Svetlana Beriosova

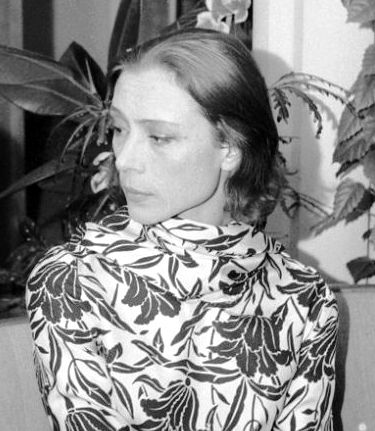
Svetlana Beriosova, 1964.

Svetlana Beriosova, född 24 september 1932 i Kaunas, Litauen, död 10 november 1998 i London, England, var en litauisk ballerina.
Beriosova flyttade till England i slutet av 1950-talet och anslöt sig till balettensemblen Sadler's Wells på förslag av Ninette de Valois. Hennes repertoar inbegrep bland annat Svansjön, Törnrosa och Giselle. Hon drog sig tillbaka från scenen 1975.
Den långa vackra Beriosova anses vara länken mellan de berömda ballerinorna Margot Fonteyn och Antoinette Sibley.